# Đại học Nagoya
Đại học Nagoya (名古屋大学 Nagoya daigaku), hay còn được gọi là Meidai (名大), là một Đại học Quốc gia Nhật Bản tọa lạc tại Chikusa-ku, Nagoya. Đây là trường đại học Hoàng gia cuối cùng ở Nhật Bản và nằm trong số Bảy trường đại học quốc gia Nhật Bản. Trường là tổ chức giáo dục đại học được xếp hạng cao thứ 3 tại Nhật Bản (thứ 72 trên toàn thế giới).
Tính đến năm 2021, sáu người đoạt giải Nobel đã học tại Đại học Nagoya, đứng thứ ba tại Nhật Bản sau Đại học Kyoto và Đại học Tokyo.
Trường có nhiều cựu sinh viên thành công, Cựu chủ tịch tập đoàn ôtô Toyota Toyoda Shoichiro cũng đã học tại Đại học Quốc gia Nagoya.

## Lịch sử

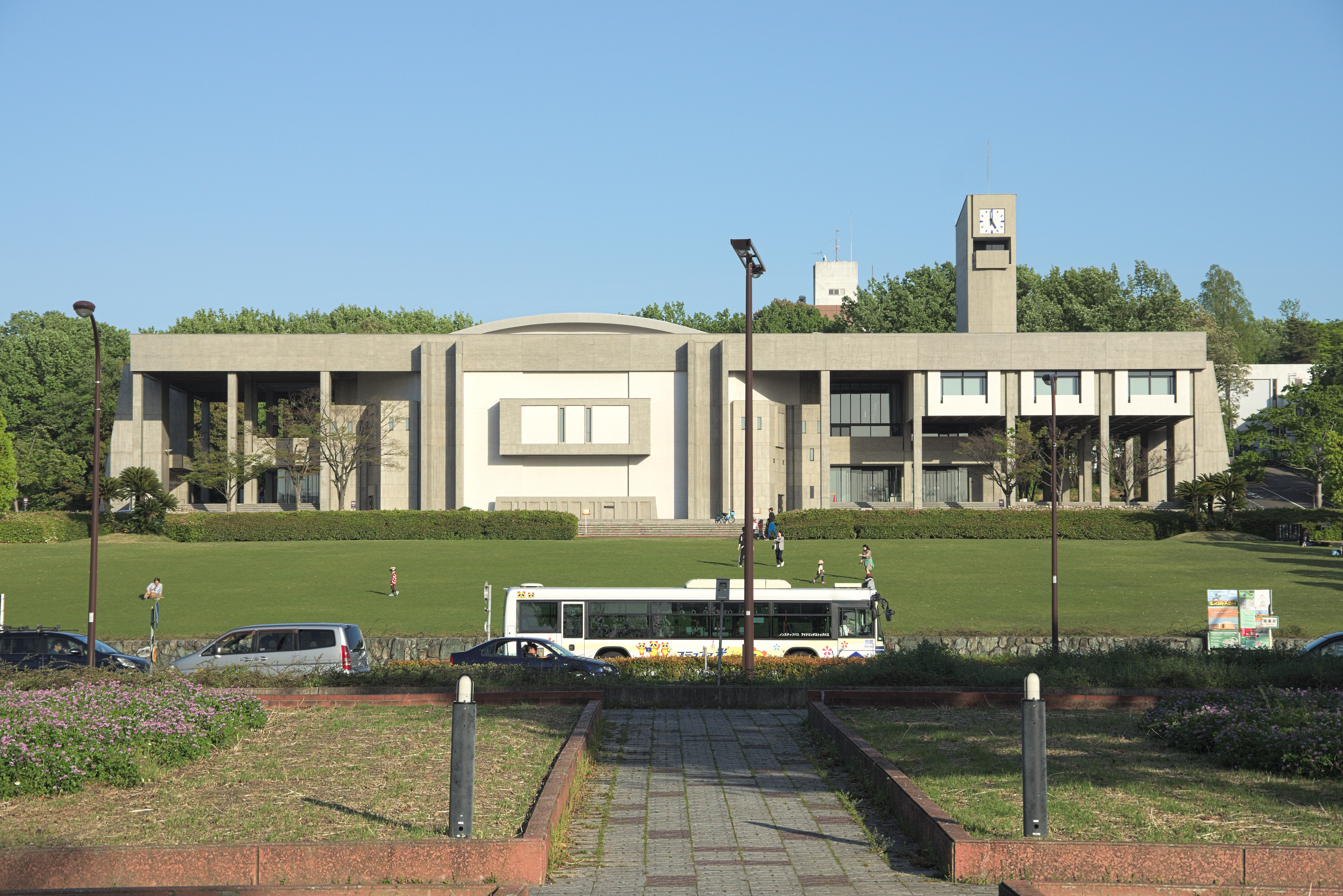
Khuôn viên trường đại học Nagoya ở Higashiyama. Trường đại học đã sản xuất sáu người đoạt giải Nobel về khoa học.

Đại học Nagoya bắt nguồn từ năm 1871 khi đây là một trường y tạm thời. Năm 1939, trường trở thành Đại học Hoàng gia Nagoya. Năm 1947, nó được đổi tên thành Đại học Nagoya, và trở thành một trường đại học quốc gia Nhật Bản.
Lý tưởng được viết trong hiến chương học thuật của Đại học Nagoya là khuyến khích giới trí thức với lòng can đảm bằng cách cung cấp một nền giáo dục tôn trọng tư tưởng độc lập.